# Médecine du plasma
La médecine du plasma (ou médecine plasmatique) est un domaine émergent qui combine la physique des plasmas, les sciences de la vie et la médecine clinique. Il est étudié dans le cadre de la désinfection, de la guérison, et du cancer. La plupart des travaux de recherche se passent in vitro et sur des animaux.

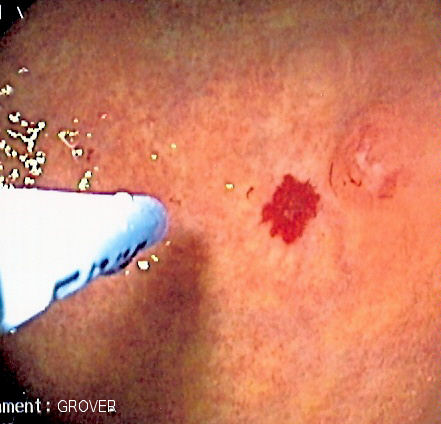
Coagulation du plasma d'argon.

Il utilise un gaz ionisé (en physique, le plasma) à des fins médicales ou des applications dentaires . Le plasma, souvent appelé le quatrième état de la matière, est un gaz ionisé contenant des ions positifs et négatifs comme des électrons, mais est approximativement de charge neutre sur l'ensemble. Les sources à plasma utilisées pour la médecine sont généralement des plasmas à faible température et ils génèrent des ions, atomes et molécules chimiquement réactifs ainsi que des photons-UV. Ces espèces actives générées par le plasma sont utiles pour plusieurs applications biomédicales telles que la stérilisation d'implants et d'instruments chirurgicaux ainsi que la modification des propriétés de surface des biomatériaux. Les applications sensibles du plasma, comme en soumettant le corps humain ou les organes internes aux traitements par plasma à des fins médicales, sont également possibles. Cette possibilité est[pas clair] étudiée par des groupes de recherche dans le monde entier.

## Sources à plasma
Les sources à plasma utilisées en médecine sont généralement  des sources à "basse température" exploitées à pression atmosphérique. Dans ce contexte, basse température se réfère à des températures similaires à la température ambiante, généralement un peu au-dessus. Il existe une limite supérieure de 50 °C lors du traitement de tissu pour éviter les brûlures. Les plasmas ne sont que partiellement ionisé, avec moins de 1 ppm du gaz étant des espèces chargées, et le reste composé de gaz neutre.

### Décharge à barrière diélectrique
Les décharge à barrière diélectrique (DBD) sont un type de source de plasma qui limite le courant à l'aide d'un diélectrique qui recouvre au moins l'une des deux électrodes. Ces sources sont généralement alimentées par une haute tension sinusoïdale (AC) ou une tension impulsionnelle fonctionnant dans une gamme allant de quelques kHz à plusieurs dizaines de kHz. Afin d'utiliser des alimentations DC à 50/60 Hz, les chercheurs ont développé la Barrière d'Étanchéité à Décharge. Toutefois, pour certaines applications médicales, l'une des électrodes peut être la cible biologique en elle-même (la peau, la cellule, le tissu,...), dans ce cas, ce type de source se nomme décharge à barrière diélectrique flottante. 
La DBD pour les applications médicales comme pour l'inactivation de bactéries, pour le traitement de maladies de la peau et des plaies, le traitement de tumeurs  et la désinfection de la surface de la peau sont actuellement étudiées. Le traitement prend généralement place dans l'air ambiant. Ils sont généralement alimentés par plusieurs kilovolts à l'aide d'une alimentation AC ou d'alimentations pulsées.

### Jets plasma à pression atmosphérique
Les jets plasma à pression atmosphérique (JPPA) sont une collection de sources à plasma qui utilisent un flux de gaz pour délivrer les espèces réactives produites dans le plasma vers le tissu ou l'échantillon. Le gaz utilisé est généralement de l'hélium ou l'argon, parfois avec une petite quantité (< 5%) de O2, H2O ou N2 mélangées pour augmenter la production des atomes et molécules réactifs. L'utilisation d'un gaz noble maintient des températures basses, et rend plus simple la production de décharge stable. Le flux de gaz sert également à générer une région où l'air ambiant est exposé et diffusé dans les gaz noble, qui est là où plupart des espèces réactives sont produites.
Il y a une grande variété dans les modèles jet utilisés dans les expériences. De nombreux JPPA utilisent un diélectrique pour limiter le courant, tout comme dans une DBD, mais pas tous. Ceux qui utilisent un diélectrique pour limiter le courant sont généralement constitué d'un tube en quartz ou en alumine, avec une électrode à haute tension enroulé autour de l'extérieur. Il peut aussi y avoir une électrode connectée à la terre enroulée autour de l'extérieur du tube diélectrique. Les modèles qui n'utilisent pas un diélectrique pour limiter le courant utilisent une broche à haute tension comme électrode au centre du tube de quartz. Tous ces appareils génèrent des ondes d'ionisation qui commencent à l'intérieur du jet et se propagent hors du mélange avec l'air ambiant. Même si le plasma peut sembler continu, il est en fait constitué d'une série de vagues d'ionisation ou "balles plasma". Cette onde ionisante peut ou non traiter le tissu en traitement. Le contact direct du plasma avec le tissu ou l'échantillon peut résulté en une considérable augmentation des quantités d'espèces réactives, espèces chargées, et photons livrés à l'échantillon.
Un type de conception qui n'utilise pas un diélectrique pour limiter le courant est constitué de deux électrodes planes avec un flux de gaz entre eux. Dans ce cas, le plasma ne sort pas du jet, et seuls les atomes et molécules neutres et les photons atteignent l'échantillon.
La plupart des appareils de ce type produisent des jets de plasma fins (quelques mm de diamètre), des grandes surfaces peuvent être traitées simultanément en utilisant de nombreux jets ou par des systèmes multiélectrode. De plus, la distance entre l'appareil et la peau est à un certain degré variable, comme la peau n'est pas nécessairement une électrode, simplifiant de manière significative l'utilisation sur le patient. Les jets plasma à basse température ont été utilisés dans diverses applications biomédicales allant de l'inactivation des bactéries à la mort des cellules cancéreuses.

## Applications
La médecine au plasma peut être subdivisé en trois domaines principaux:
1. Plasma non-thermique à pression atmosphérique pour le traitement médical
2. Modification assistée au plasma pour les surfaces biocompatibles.
3. Bio-décontamination au plasma et la stérilisation

### Plasma non-thermique à pression atmosphérique
L'un des défis est l'application de plasma non-thermique directement sur la surface du corps humain ou sur les organes internes. Tandis que pour la modification de surface et la décontamination biologique, à la fois le plasma à basse pression et à pression atmosphérique peuvent être utilisés. Pour des applications thérapeutiques directes seules les sources à plasma à pression atmosphérique sont applicables.
La forte réactivité du plasma est le résultat des différents composants du plasma: le rayonnement électromagnétique (UV/VUV, lumière visible, IR, champs électromagnétiques à hautes fréquences, etc.) d'une part, et des ions, électrons et réactifs chimiques, principalement des radicaux, d'autre part. En outre les applications chirurgicales du plasma comme la coagulation au plasma d'argon, qui est basée sur les effets mortels du plasma, des applications sporadiques de plasma non-thermique sont documentés dans la littérature. Cependant, la base de la compréhension des mécanismes des effets du plasma sur les différents composants des systèmes vivants est encore au début.
En particulier, pour le domaine des applications thérapeutiques directes du plasma, une connaissance fondamentale des mécanismes de l'interaction du plasma avec les cellules et tissus vivants est essentielle comme base scientifique.

## Mécanismes
Bien que de nombreux résultats positifs ont été observés dans les expériences, il n'est pas clair quel est le mécanisme dominant de l'action du plasma. Le traitement plasma génère des espèces réactives comme de l'oxygène et de l'azote, qui comprennent les radicaux libres. Ces espèces comprennent O, O3, OH, H2O2, HO2, NO, ONOOH et beaucoup d'autres. Cela augmente le stress oxydatif sur les cellules, ce qui peut expliquer la destruction sélective des cellules cancéreuses, qui sont déjà stressées oxydativement. En plus, les cellules procaryotes peuvent être plus sensibles au stress oxydatif que les cellules eucaryotes, permettant la destruction sélective des bactéries.
Il est connu que les champs électriques peuvent influencer les membranes cellulaires, à partir d'études sur l'électroporation. Les champs électriques sur les cellules traitées par un jet de plasma peuvent être suffisamment élevés pour produire de l'électroporation, ce qui peut influencer directement sur le comportement de la cellule, ou peut tout simplement permettre à plus d'espèces réactives d'entrer dans la cellule. Les deux propriétés physiques et chimiques du plasma sont connus pour induire l'absorption des nanomatériaux dans les cellules. Par exemple, l'absorption de nanoparticules d'or peut être stimulée dans les cellules cancéreuses à l'aide de doses non-létales de plasma froid. Les mécanismes d'absorption impliquent à la fois l'endocytose dépendant de l'énergie et l'indépendance énergétique du transport à travers les membranes cellulaires . 
Le rôle du système immunitaire dans la médecine du plasma est récemment devenu très convaincant. Il est possible que les espèces réactives introduites par un plasma donne une réponse immunitaire systémique.